# 유압구동계

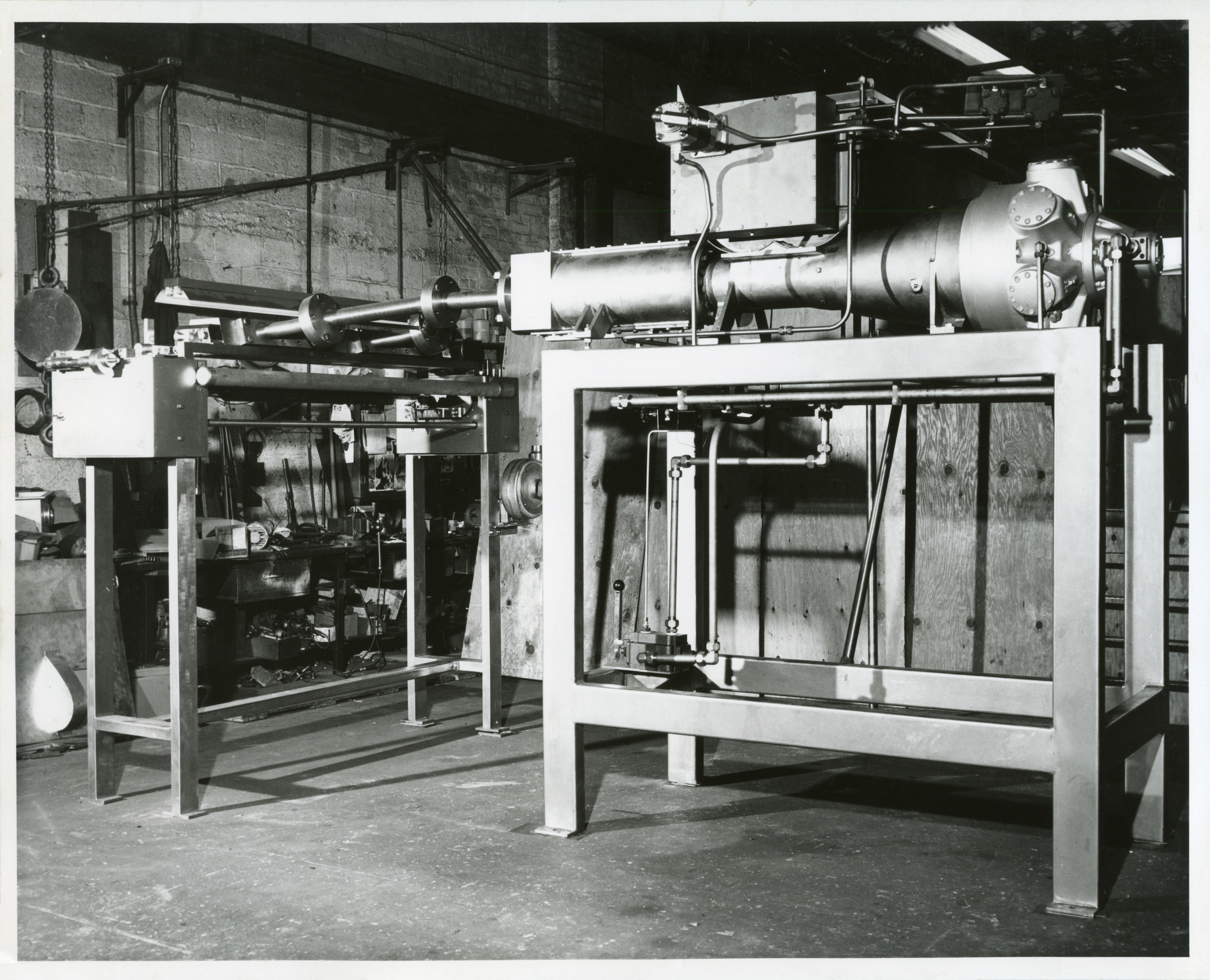

유압구동계(油壓 驅動械, hydraulic drive system)는 유압액을 이용해 유압기기에 동력을 전달하는 구동계 또는 변속기다. 유압구동계는 동력발생기(유압펌프 등), 제어전달기(밸브, 필터, 배관 등), 작동기(유압원동기, 유압기통 등) 세 부분으로 이루어지며, 중장비 등의 기계 장치에 사용된다.